# 천국의 그림자
천국의 그림자(Varjoja Paratiisissa, Shadows In Paradise)는 핀란드에서 제작된 아키 카우리스마키 감독의 1986년 코미디, 드라마, 멜로/로맨스 영화이다. 아키 카우리스마키 등이 주연으로 출연하였고 미카 카우리스마키 등이 제작에 참여하였다.

## 출연

### 주연
- 아키 카우리스마키

### 조연
- 사카리 쿠오스마넨
- 카티 오우티넨
- 마티 펠론파